# J. M. Coetzee
Pour les articles homonymes, voir John Maxwell, Maxwell et Coetzee.
J. M. Coetzee (Coetzee se prononce [kutˈsiə] en afrikaans moderne, mais Coetzee lui-même prononce [kutˈseː]. La BBC  préconise la prononciation [kʊtˈsiː] en anglais en se basant sur la prononciation de l'auteur), de son nom complet John Maxwell Coetzee, est un romancier et professeur en littérature australien, d'origine sud-africaine, et d'expression anglaise, né le 9 février 1940 au Cap en Afrique du Sud. Il est lauréat de nombreux prix littéraires de premier ordre dont le prix Nobel de littérature en 2003. Marquée par le thème de l'ambiguïté, la violence et la servitude, son œuvre juxtapose réalité politique et allégorie afin d'explorer les phobies et les névroses de l'individu, à la fois victime et complice d'un système corrompu qui anéantit son langage,.

## Biographie
Coetzee naît au Cap dans une famille boer calviniste (colons afrikaners). Son père est avocat et sa mère institutrice. L'anglais est sa langue maternelle. Il suit sa scolarité dans une école anglophone. Le foyer est instable et l'auteur grandit durant l'instauration violente du régime d'apartheid. Initialement, il ne poursuit aucun cursus universitaire dans les lettres et étudie les mathématiques à l'université du Cap. En 1960, il part pour l'Angleterre et poursuit à Londres des études de linguistique et d'informatique.
Après avoir travaillé comme programmeur pour IBM et International Computers, Coetzee nourrit des ambitions littéraires. Toutefois, il est tiraillé entre ses besoins financiers et sa passion pour les lettres et l'écriture. L'attribution d'une bourse d'études lui permet de reprendre des études d'anglais à l'université du Texas à Austin, où il soutient une thèse de doctorat en 1969 sur les romans de Samuel Beckett. Il se voit ensuite proposer un poste à l'université de Buffalo (New York) où il enseigne jusqu'en 1971. En 1970, il se retrouve dans une cellule de prison américaine pour avoir participé à une manifestation contre la guerre au Vietnam ; cela marque la fin de sa carrière universitaire américaine. L'année suivante, il obtient une chaire de professeur en littérature au département d'anglais de l'université du Cap. Son premier roman, Terres de crépuscule (Dusklands), y est publié en 1974. Son parcours d'écrivain est marqué par la lecture de Beckett, T.S. Eliot, William Faulkner et Vladimir Nabokov.
Coetzee s'installe en Australie en 2002, pour enseigner à l'université d'Adélaïde. Il est maintenant professeur émérite à l'université de Chicago (Illinois), aux États-Unis.
L'auteur a reçu de nombreux prix littéraires de première importance : il est le premier écrivain, et à ce jour encore le seul, avec l'Australien Peter Carey et la Britannique Hilary Mantel à obtenir deux fois le prestigieux Prix Booker, en 1983 pour Michael K, sa vie, son temps (Life and Times of Michael K) et en 1999 pour Disgrâce (Disgrace). La plus prestigieuse récompense internationale, le prix Nobel de littérature, vient couronner en 2003 une œuvre « qui, dans de multiples travestissements, expose la complicité déconcertante de l’aliénation. ».
En 1963, Coetzee avait épousé Philippa Jubber avec laquelle il a eu deux enfants : Nicolas (né en 1966) et Gisela (née en 1968). Le couple a divorcé en 1980. Son fils Nicolas est décédé, en 1989, des suites d'un accident,,,. Le journaliste David Coetzee, son frère cadet, meurt en 2010.
Le 6 mars 2006, J.M. Coetzee obtient la nationalité australienne.
En 2008, il rejoint plusieurs auteurs de renommée mondiale dont Philip Roth, Salman Rushdie et Carlos Fuentes et trois autres lauréats du prix Nobel (Gabriel García Márquez, Nadine Gordimer et Orhan Pamuk) pour soutenir l'écrivain franco-tchèque Milan Kundera, soupçonné d'avoir dénoncé à l'ancienne police tchécoslovaque l'un de ses concitoyens, condamné à 22 ans de prison.
En 2013, il fait partie des signataires, en compagnie de nombreux écrivains dont quatre autres prix Nobel (Günter Grass, Elfriede Jelinek, Orhan Pamuk et Tomas Tranströmer), d'un manifeste contre la société de surveillance et l'espionnage des citoyens orchestré par les États.

## Œuvre littéraire

### Thèmes

#### Politique et allégorie
Coetzee refuse de se définir comme « auteur sud-africain », préférant parler de lui comme d'un « écrivain occidental vivant en Afrique du Sud. »,. Ses romans prennent souvent pour toile de fond son pays natal et sa réalité politique (racisme, ségrégationnisme, inégalités ethniques et sociales, violence, paranoïa...). Cependant, ses livres, contrairement à ceux de ses compatriotes Nadine Gordimer et André Brink, ne traitent pas des spécificités du régime sud-africain en eux-mêmes. Ils ne cèdent ni aux partis pris, ni aux modes idéologiques, ni au manichéisme. Son engagement anti-apartheid transparaît dans son œuvre mais Coetzee refuse de passer pour un auteur politique. Ses récits réfutent le réalisme social en vigueur dans la littérature sud-africaine et sont en dehors de l'histoire ou de toute réflexion dialectique,. Ils évitent également de se déterminer sur le plan géographique : les références à l'Afrique du Sud sont évidentes mais elles sont floutées et le cadre fictionnel s'inscrit dans la dimension universelle de la fable. Si l'auteur traite des problèmes qui rongent sa nation, il les déréalise et les subvertit sur un mode allégorique. Par le biais d'une écriture post-moderne, le romancier étudie les conséquences de la persécution d'État jusque dans l'intimité des individus, élargissant le propos à toutes les formes d'oppression dans le temps.

#### Maître, esclave et aliénation
Coetzee renvoie le cadre de l'apartheid à un fonctionnement philosophique général : « la société d’apartheid était une société de maître et d’esclaves, où les maîtres eux-mêmes n’étaient pas libres. ». L'écrivain cherche d'ailleurs à démystifier le rôle de l'artiste, l'incluant, comme maillon ordinaire, à la chaîne sociale dont il est censé se départir : « Je ne suis pas le représentant d'une communauté ou quoi que ce soit d’autre. Je suis juste quelqu'un qui, comme tout prisonnier enchaîné, a des intuitions de liberté et qui construit des représentations de gens laissant tomber ces chaînes et tournant leurs visages vers la lumière. ». En effet, Coetzee s'attache à retranscrire l'humanité fébrile de vies et de destins singuliers pris en étau dans un système politique dont ils sont à la fois les victimes et les complices. Il dit surtout s'intéresser « au monde humain, vaste et complexe. »,.

#### Cruauté, ambiguïté et pessimisme
L'écriture de Coetzee rompt toute distance, comme celle d'un journal de bord ou d'un récit cauchemardesque. Ses œuvres explorent le comportement pathologique et les discours propres aux situations de survie individuelle dans des régimes politiques qui ont pris en otage le langage et brisé toute possibilité de dialogue,. Cet ordre de la violence isole chacun dans un soliloque ou un délire et anéantit le sens des mots. Le vrai et le faux, la réalité et les images mentales, l'irrationnel et la banalité quotidienne se télescopent sans pouvoir être démêlés. Le lecteur est alors pris de malaise dans la mesure où il s'identifie aux personnages qui sont épris de culpabilité et luttent pour leur liberté, mais sont en même temps fascinés par le morbide, la violence, l'humiliation et l'image victimaire dans un monde à l'avenir incertain. Confronté aux questions de l'asservissement, l'oppression, la résistance et la quête de l'autre, l'individu cherche à s'extraire de sa propre aliénation tout en s'y confortant. Ce fonctionnement proprement « amoral » (en dehors de toute considération sur le bien et le mal) met sans cesse en exergue la frontière ténue entre normalité et folie, innocence et culpabilité, haute culture et barbarie, statut de victime et celui de bourreau ou encore position du maître et de celle de l'esclave. Tout processus de libération, interne comme externe, semble impossible. Le scepticisme de l'écriture de Coetzee, son refus de toute interprétation manichéenne ou psychologisante et son profond pessimisme, dérivant par instants vers la misanthropie, rappellent la thématique et le style des œuvres de Kafka et Beckett.

#### Droits des animaux
J. M. Coetzee est végétarien. Il milite pour Voiceless, une organisation australienne qui défend les droits des animaux, aux côtés de Peter Singer et de Hugo Weaving. En 2014, il souhaite se porter candidat aux élections européennes de 2014 aux Pays-Bas sur la liste du Parti pour les animaux.
Ce thème est abordé entre autres dans Les Vies des animaux (en) (1999), Elizabeth Costello (2003), et L'abattoir de verre (2017), en partie en référence avec l'intelligence animale, à Peter Singer, Barbara Smuts (en) et Gary Steiner (en).

### Principaux ouvrages

#### Au cœur de ce pays(1977) etEn attendant les barbares(1980)
Au cœur de ce pays (In the Heart of the Country, 1977) prend la forme d'un journal de 266 segments que tient une vieille fille dans une ferme du veld. Sur un mode halluciné et oppressant, ce roman met en opposition quatre personnages : Magda, la narratrice, son père, maître blanc, leur contremaître noir et la jeune épouse de ce dernier. De manière brutale, parfois haineuse, Magda constate qu'« il n'existe pas de langage privé » et témoigne d'une entente impossible entre les communautés noire et blanche. Dans la même ambiance fantasmagorique, En attendant les barbares (Waiting for the Barbarians, 1980) narre les tourments d'un progressiste, surnommé le Magistrat, qui règne dans un temps incertain sur un fort désertique aux confins d'un État autoritaire dénommé l'Empire. Il tombe amoureux d'une prisonnière venue de la tribu nomade voisine qu'il soigne et veut ramener sur sa terre. L'Empire percevant le peuple de chasseurs-nomades hors de ses frontières comme un danger, se persuade de l'invasion imminente de son territoire et se livre à tous les extrêmes (expéditions punitives, tortures) dont le Magistrat fait l'objet pour avoir failli à sa mission. Comme dans la pièce de Beckett En attendant Godot, les « barbares » du titre représentent un but vain, absurde et dangereux pour les sujets impériaux, aveuglés par la peur de l'autre. Ce roman, qui trahit également l'influence thématique et stylistique du Désert des Tartares de Dino Buzzati (et du Rivage des Syrtes (1951) de Julien Gracq) vaut à Coetzee une renommée internationale et plusieurs louanges pour sa peinture allégorique et féroce d'un régime ségrégationniste, miroir de l'Afrique du Sud, à la fois paranoïaque, décomposé et mortifié.

#### Michael K, sa vie, son temps(1983) etL'Âge de fer(1990)
Michael K, sa vie, son temps (Life & Times of Michael K, 1983), nouvelle parabole, conte l'itinéraire physique et mental d'un inoffensif bec-de-lièvre. Le personnage principal s'apparente à un jardinier et, sans que cela ne soit dit explicitement, à un homme noir attaché à un désert qu'il tente de faire reverdir. Il se bat également pour la liberté et l'égalité dans son pays, ravagé par la guerre civile. À la recherche d'une paix illusoire, Michael K fuit vers une ferme-refuge au nord. Arrêté par la police, il devient, en raison de sa particularité physique, la victime d'un système mystérieux et oppressant analogue à celui du Château de Franz Kafka. L'Âge de fer (Age of Iron, 1990) épouse la forme du roman épistolaire. Ce récit relate les derniers jours d'une femme rongée par un cancer, soudainement confrontée à une explosion de violence engendrée par l'apartheid. Alors que la maladie l'entraîne vers la tombe et fait écho au mal qui anéantit son pays, elle écrit une lettre à sa fille exilée en Amérique dans laquelle elle revient sur les événements auxquels elle assiste : l'émeute et la répression policière d'un township voisin, la découverte du corps criblé de balles du fils de sa domestique noire et l'exécution par les forces de l'ordre d'un autre adolescent. Accompagnée d'un vagabond réfugié chez elle, à la fois confident et ange de la mort, l'héroïne tente de faire la paix avec elle-même et le monde.

#### Disgrâce(1999)
Contrairement aux autres romans de Coetzee, Disgrâce (1999) traite directement de la société sud-africaine post-apartheid et de ses dysfonctionnements : violences, viols, plaies béantes des décennies de spoliation et d'humiliation, opposition insurmontable entre une élite dévorée par la mauvaise conscience et une communauté assoiffée de vengeance... Œuvre de maturité, Disgrâce assoit définitivement le prestige littéraire du romancier. Son succès fait beaucoup pour l'attribution du prix Nobel à son auteur. L'ouvrage est adapté au cinéma neuf ans plus tard par Steve Jacobs. 

#### Une enfance de Jésus(2013) etL'éducation  de Jésus(2016)
Après quelques livres autobiographiques écrits à la troisième personne (contrairement à l'ensemble de sa production romanesque qui utilise le « je »), Coetzee revient à sa veine symbolique, désincarnée et post-moderne avec Une enfance de Jésus (The Childhood of Jesus, 2013) qui revisite, avec ironie et opacité, le mythe familial de Jésus Christ (le fils et les deux parents spirituels). Le roman prend pour point de départ l'arrivée d'un jeune garçon, à la recherche d'une mère sociale et accompagné d'un parrain protecteur, dans une ville apparemment hispanophone, bouleversée par une catastrophe dont on ignore la nature.
Dans L'éducation de Jésus, David, peut-être orphelin, qui n'est plus un petit prince clandestin, mais un petit garçon de six ans, sûr de lui, têtu. Ses parents, non biologiques, sont Simon, ancien docker, et Inès, ancienne institutrice. Ils quittent Novilla pour Estrella, parce que David ne supporte pas les enseignants de l'école publique. Ils trouvent un emploi saisonnier dans la ferme des Trois Sœurs Consuelo, Valentina et Alma : vendanges, oliveraies. Ils décident d'inscrire David à l'Académie de danse, de Juan et Ana Magdalena Arroyo. Ils trouvent à travailler, lui comme distributeur de publicité, elle comme vendeuse dans une boutique Modas Modernas. L'enseignement est assez mystérieux (un tas de bêtises mystiques) mais convient à David, qui demande à devenir pensionnaire. Le rez-de-chaussée de l'Académie est occupé par le musée, dont le gardien-chef est Dmitri, amoureux d'Ana Magdalena, et apprécié des enfants.

#### Pastiches littéraires
En 1994, avec l'élection de Nelson Mandela à la tête de l'État, Coetzee retrouve son inspiration dans le pastiche littéraire post-moderne et post-colonial, genre qu'il avait déjà inauguré avec Foe (1986). Cette relecture parodique de Robinson Crusoé interrogeait la dialectique du maître et de l'esclave et les stratégies de pouvoir déployées par le langage dont sont privés les dominés (le personnage de Vendredi y avait la langue coupée). Le Maître de Pétersbourg (The Master of St. Petersburg, 1994) évoque en préambule, le parcours d'un Dostoïevski imaginaire qui revient dans le Saint-Pétersbourg de 1869 après s'être exilé à Dresde, en Allemagne, pour échapper à ses créanciers russes.

#### Textes critiques
Coetzee a publié des textes critiques sur des écrivains qu'il admire ou dont il reconnaît l'influence parmi lesquels Robert Musil, Paul Celan, Joseph Roth, W.G. Sebald, Günter Grass, Gabriel García Márquez, Nadine Gordimer, Philip Roth, V.S. Naipaul, Italo Svevo, Sándor Márai, Bruno Schulz ou encore Hugo Claus. Grâce à eux, il revendique la précellence du style et le besoin impératif de raconter des histoires. Selon lui, toutes les possibilités narratives offertes à la fiction littéraire font de celle-ci le seul « attachement à la texture du réel ».

### Style
Le style romanesque de Coetzee est d'une grande habileté. « Il n'applique jamais la même recette à deux ouvrages, ce qui contribue à la grande variété de son œuvre. », selon le jury du prix Nobel. L'auteur innove en effet beaucoup dans la forme et la structure de ses récits. Il est reconnu par la critique comme un orfèvre de la langue qu'il souhaite précise et rythmée, dépouillée de sentimentalité mais non d'émotion. Il réfléchit avec une grande pertinence et une minutie mathématique le vocabulaire, le rythme de la phrase et le poids des mots. Sa prose âpre, économe et parfois glaçante, s'apparente à un cheminement viscéral et multiplie les niveaux de lecture. Elle fait appel à l'ironie, l'humour noir et l'ambiguïté du sens. L'auteur enrichit les codes de la fiction moderne et du langage littéraire avec l'approche du sémioticien, du linguiste et de l'informaticien qu'il fut à ses débuts. Coetzee trouve son inspiration dans la réalité politique et sociale de son temps et de son pays natal mais il se veut avant tout un écrivain expérimental et opposé à tout courant naturaliste ou illusionniste. S'il y a, dans ses œuvres, une manière de figurer la réalité, elle est déformée par la part d'irrationnel, de bizarrerie et d'absurdité que le réel recèle. Peu d'écrivains sud-africains ont réussi à trouver, sur son exemple, un équilibre entre appel de justice sociale et réflexion des techniques et des formes du roman contemporain. Coetzee rappelle souvent qu'il est avant tout un « bâtisseur d'histoires » et refuse de passer pour une quelconque instance morale.

## Engagements
Végétarien, défenseur de la cause animale, Coetzee affiche des positions proches de l'antispécisme. Dans le cadre de l'élection présidentielle de 2018 en Colombie, il exprime son soutien au candidat de gauche Gustavo Petro.

## Œuvres traduites en français

### Romans
- 1977 : Au cœur de ce pays (In the Heart of the Country), traduit par Sophie Mayoux, Maurice Nadeau/Papyrus, 1977 (rééditions 1981 et 1985) ; réédition 10/18, 1989 ; réédition le Serpent à Plumes, 1999 ; réédition Seuil, 2006 ; réédition Points, 2007.
- 1980 : En attendant les barbares (Waiting for the Barbarians), traduit par Sophie Mayoux, Maurice Nadeau/Papyrus, 1981 ; réédition Seuil, 1987 ; réédition Points, 1991.
- 1983 : Michael K, sa vie, son temps (Life & Times of Michael K), traduit par Sophie Mayoux, Seuil, 1985 ; réédition Points, 1987 (réédition 2000).
- 1986 : Foe (Foe), traduit par Sophie Mayoux, Seuil, 1988 ; réédition Points, 2003.
- 1990 : L'Age de fer (Age of Iron), traduit par Sophie Mayoux, Seuil, 1992 ; réédition Points, 2002.
- 1994 : Le Maître de Petersbourg (The Master of Petersburg), traduit par Sophie Mayoux, Seuil, 1995 ; réédition Points, 2004.
- 1999 : Disgrâce[24] (Disgrace), traduit par Catherine Lauga du Plessis, Seuil, 2001 ; réédition Points, 2002.
- 2003 : Elizabeth Costello (Elizabeth Costello), traduit par Catherine Lauga du Plessis, Seuil 2004 ; réédition Points, 2006.
- 2005 : L'Homme ralenti (Slow Man), traduit par Catherine Lauga du Plessis, Seuil 2006 ; réédition Points, 2007.
- 2007 : Journal d'une année noire (Diary of a Bad Year), traduit par Catherine Lauga du Plessis, Seuil 2008 ; réédition Points, 2009.
- 2023 : Le Polonais (The Pole), traduit par Sabine Porte, Seuil, 2024.

#### Trilogies
- Trilogie autobiographique Une vie de province  (Scenes from Provincial Life)

1. 1997 : Scènes de la vie d'un jeune garçon (Boyhood), traduit Catherine Glenn Lauga ; Seuil, 1999 ; réédition Points, 2002
2. 2002 : Vers l'âge d'homme (Youth), traduit Catherine Lauga du Plessis ; Seuil, 2003 ; réédition Points, 2004
3. 2009 : L'Été de la vie (Summertime), traduit Catherine Lauga du Plessis ; Seuil, 2010 ; réédition Points, 2011

- Trilogie de Jésus

1. 2013 : Une enfance de Jésus (The Childhood of Jesus), traduit par Catherine Lauga du Plessis, Seuil 2013 ; réédition Points, 2014.
2. 2016 : L’Éducation de Jésus (The Schooldays of Jesus), traduit par Georges Lory, Seuil 2017 ; réédition Points, 2018.
3. 2019 : La Mort de Jésus (The Death of Jesus), traduit par Georges Lory, Seuil 2021.

### Nouvelles
- 1974 : Terres de crépuscule (Dusklands), deux nouvelles traduites par Catherine Lauga du Plessis, Seuil, 1987 ; réédition Points, 2005.
- 2000-2003 : Trois histoires (Three Stories), trois nouvelles ("Une maison en Espagne", "La Ferme", "Lui et son homme") traduites par Catherine Lauga du Plessis et Georges Lory, Seuil, 2016.
- 2003-2017 : L'Abattoir de verre, huit nouvelles (''Le Chien'', "Histoire", "Vanité", "Une femme en train de vieillir", "La vieille femme et les chats", "Mensonges", "L'abattoir de verre" et "Contes moraux") traduites par Georges Lory, Seuil 2018 ; réédition Points, 2020.

### Essais
- 1988 : Paysage sud-africain (The picturesque, the sublime, and the South African landscape), traduit par Anne-Laure Jourdain, Verdier, 2008.
- 1992 : Doubler le cap (Doubling the Point: Essays and Interviews), traduit par Jean-Louis Cornille, Seuil, 2007.
- 2007 : De la lecture à l'écriture - Chroniques littéraires 2000-2005 (Inner Workings: Literary Essays, 2000–2005), traduit par Jean-François Sené, Seuil, 2012.
- 2015 : La Vérité du récit - Conversations sur le réel et la fiction (The Good Story: Exchanges on Truth, Fiction and Psychotherapy), traduit par Aline Weill, Albin Michel, 2016. (avec Arabella Kurtz)

### Correspondance
- 2013 : Ici & maintenant - Correspondance (2008-2011) (Here and Now: Letters, 2008-2011), traduit par Céline Curiol et Catherine Lauga du Plessis, Actes Sud, 2013. (correspondance avec Paul Auster)

### Préface
- 2011 : Préface de "Votre paix sera la mort de ma nation" - Lettres de guerre d'Hendrik Witbooi, capitaine du Grand Namaqualand de Hendrik Witbooi, traduit par Dominique Bellec, Le Passager Clandestin.

## Prix littéraires
- 1977 : CNA Literary Award pour Au cœur de ce pays
- 1980 : CNA Literary Award pour En attendant les barbares
- 1980 : James Tait Black Memorial Prize pour En attendant les barbares
- 1983 : CNA Literary Awards pour Michael K, sa vie, son temps
- 1983 : Prix Booker pour Michael K, sa vie, son temps
- 1985 : Prix Femina étranger pour Michael K, sa vie, son temps
- 1987 : Prix Jérusalem
- 1994 : Prix Mondello pour Le Maître de Petersbourg
- 1995 : Irish Times International Fiction Prize
- 1999 : Prix Booker pour Disgrâce
- 2000 : Commonwealth Foundation Prize pour Disgrâce
- 2003 : Prix Nobel de littérature

## Adaptations de ses œuvres

### Au cinéma
- 1985 : Dust, film franco-belge de Marion Hänsel, d'après In the Heart of the Country publié en 1977, traduit en 1987 sous le titre Au cœur de ce pays.
- 2008 : Disgrâce, film néerlando-australo-américain de Steve Jacobs, d'après l'ouvrage éponyme publié en 1999, et traduit en 2001.
- 2019 : Waiting for the Barbarians (film), film américano-italien réalisé par Ciro Guerra, adapté du roman En attendant les barbares.

### En opéra
- 2005 : Waiting for the Barbarians, de Philip Glass, opéra en anglais, d'après l'ouvrage éponyme publié en 1980, traduit en 1987 sous le titre En attendant les barbares
- 2014 : Slow Man, de Nicholas Lens, opéra en anglais, joué en Pologne, d'après l'ouvrage éponyme publié en 2006, traduit l'année suivante sous le titre L'Homme ralenti

### Au théâtre
- 2012 : Disgrâce, pièce de théâtre hongroise de Kornél Mundruczó, d'après l'ouvrage éponyme publié en 1999, et traduit en 2001.

- 2021 : En attendant les barbares. Comédie-Française, Théâtre du Vieux-Colombier. Adaptation et mise en scène de Camille Bernon et Simon Bourgade.

## Honneur
L'astéroïde (216591) Coetzee porte son nom.